# 낭화증
낭화증(영어: lycanthropy, clinical lycanthropy; 狼化症) 또는 수화광(獸化狂) 또는 동물화 망상은 영향을 받은 사람이 비인간 동물로 변신할 수 있다, 변신했거나, 비인간 동물이라는 망상을 수반하는 드문 정신과적 증후군이다. 이 이름은 인간이 물리적으로 늑대로 모습을 바꾼다고 전해지는 초자연적 질병인 신화적 늑대인간증과 관련이 있다. 이 용어는 주로 연구자들이 일반적으로 동물로의 변신을 의미하는 더 넓은 의미로 사용하며, 엄밀히 말하면 동물화 망상(영어: zoanthropy)이라고 설명된다.
늑대인간처럼 털이 많이 나는 증상은 늑대인간 증후군이라고 한다.

## 같이 보기
- 늑대인간
- 늑대인간 증후군